# Niels van Duinen
Niels van Duinen (Den Haag) is een Nederlands voetbalbestuurder. Sinds juli 2022 is hij technisch manager van Excelsior Rotterdam. Hij is de broer van voetballer Mike van Duinen.

## Carrière
Van Duinen was reeds actief in de voetballerij toen hij in 2022 werd aangesteld als technisch directeur van Excelsior Rotterdam. Tussen 2013 en 2022 behartigde hij de belangen van verschillende voetballers als spelersmakelaar bij Key Sports Management, wat later verder ging onder de naam Key United.